# 克里斯圖魯-塞庫耶斯克

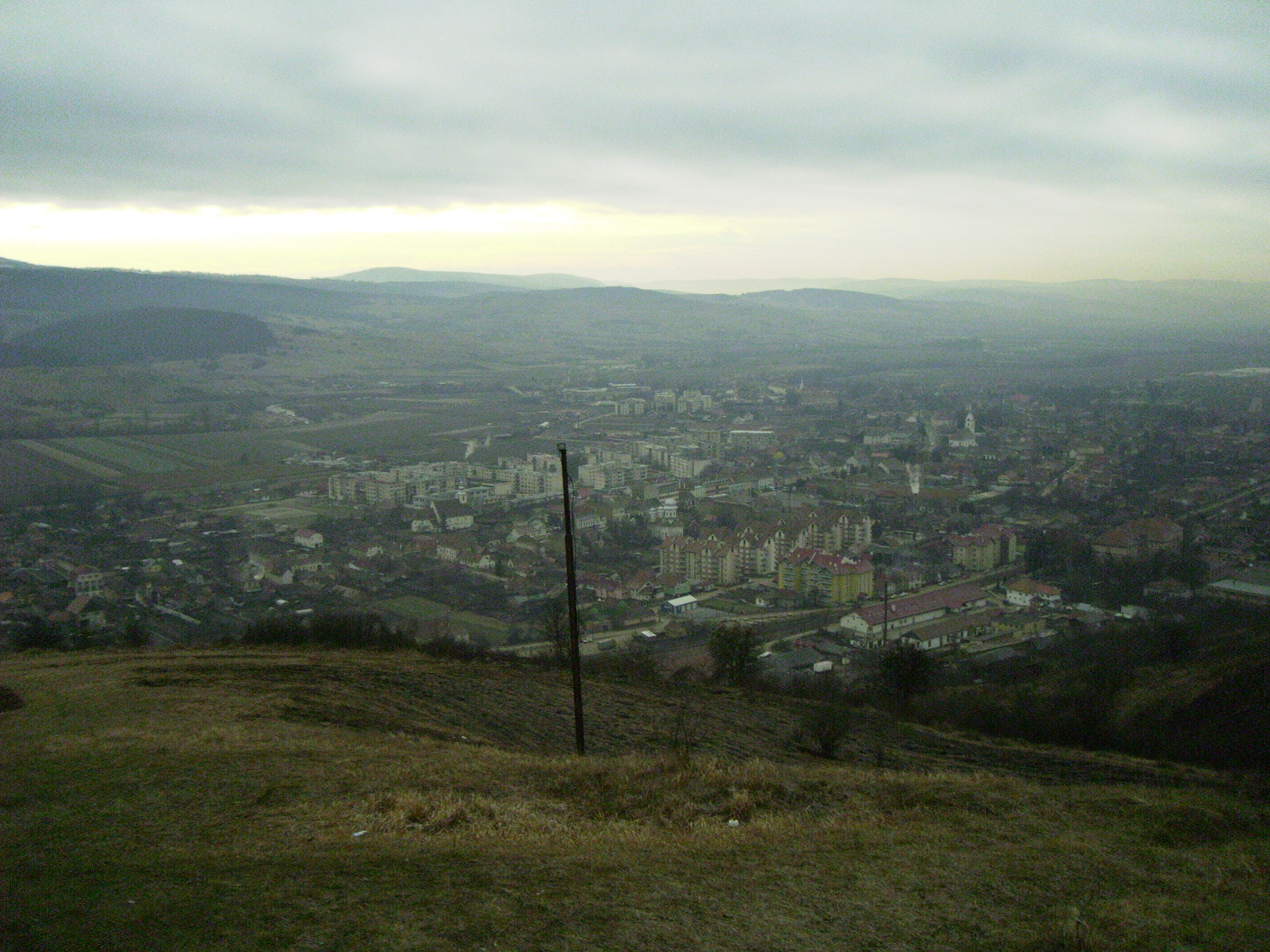

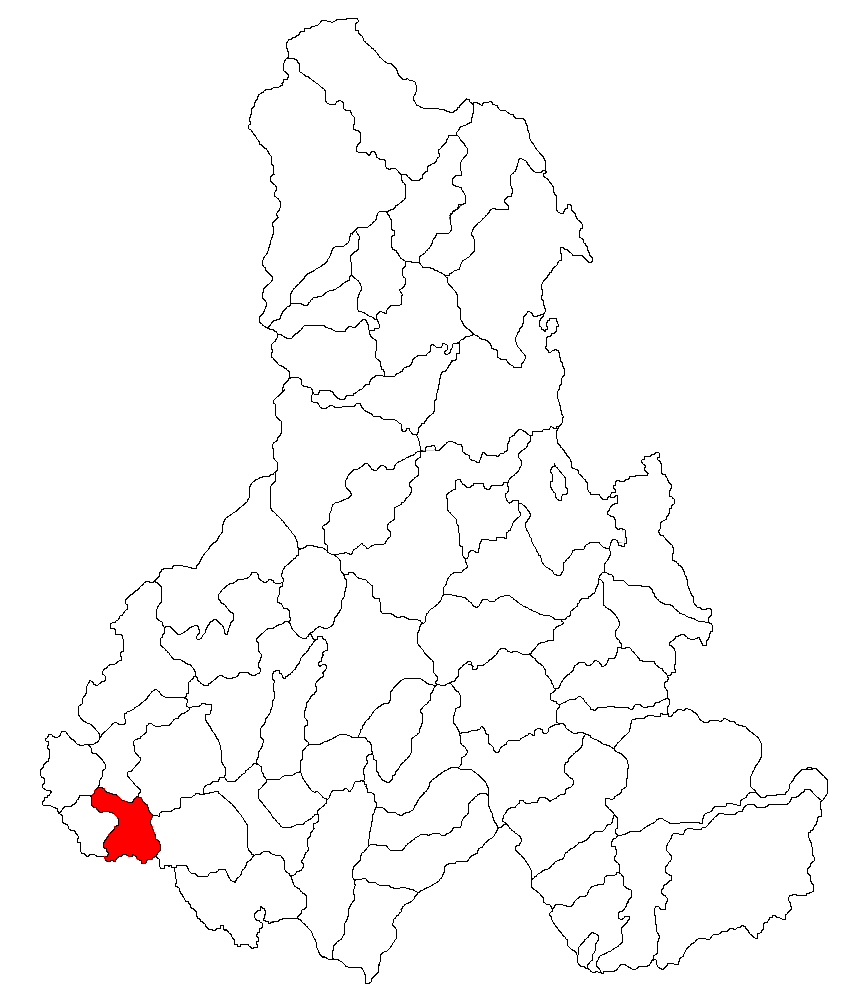

克里斯圖魯-塞庫耶斯克（羅馬尼亞語：Cristuru Secuiesc）是羅馬尼亞的城鎮，位於該國東部，距離首府米耶爾庫雷亞丘克60公里，由哈爾吉塔縣負責管轄，面積53.95平方公里，海拔高度393米，2009年人口10.352，大多數居民是匈牙利人。

## 外部連結
- Town Website （页面存档备份，存于） （匈牙利文）
- Molnár István Museaum （匈牙利文）